# Hongarije op de Olympische Winterspelen 2006
Tijdens de Olympische Winterspelen van 2006 die in Turijn werden gehouden nam Hongarije voor de 20e keer deel en is daarmee een van de twaalf landen die aan alle Winterspelen heeft deelgenomen.
Elf mannen en acht vrouwen vertegenwoordigden Hongarije op deze editie. Er werden geen medailles behaald.

## Deelnemers
| Sport               | Naam                          | Discipline                   | Klassering | Resultaten                                                                        |
| ------------------- | ----------------------------- | ---------------------------- | ---------- | --------------------------------------------------------------------------------- |
| Alpineskiën mannen  | Attila Marosi                 | Reuzenslalom Slalom          | 38e 42e    | 1e run 1.32,30, 2e run 1.32,82 1e run 1.07,67, 2e run 1.02,61                     |
| Alpineskiën vrouwen | Reka Tuss                     | Reuzenslalom Slalom          | 41e 49e    | 1e run 1.16,12, 2e run 1.23,70 1e run 53.76, 2e run 57,83                         |
| Biatlon mannen      | Imre Tagscherer               | 10 km sprint 20 km           | 76e 78e    | 30.38,1 (3) 1:05.11,1 (7)                                                         |
| Biatlon vrouwen     | Zsofia Gottschall             | 7,5 km sprint 15 km          | 82e 80e    | 31.09,1 (6) 1:08.17,3                                                             |
| Bobsleeën           | Márton Gyulai Bertalan Pintér | 2-bob 4-bob                  | 29e 24e    | 57,25 / 57,36 / 58,40 56,99 / 56,73 / 56,45                                       |
| Bobsleeën           | István Kurtosi Tamás Margl    | 4-bob                        | 24e        | 56,99 / 56,73 / 56,45                                                             |
| Kunstrijden         | Zoltán Tóth                   | Mannen                       | 24e        | 145.47; korte kür 55.07, lange kür 90.40                                          |
| Kunstrijden         | Viktória Pavuk                | Vrouwen                      | 23e        | 119.85; korte kür 46.40, lange kür 73.45                                          |
| Kunstrijden         | Júlia Sebestyén               | Vrouwen                      | 18e        | 129.26; korte kür 49.58, lange kür 79.68                                          |
| Kunstrijden         | Attila Elek / Nóra Hoffmann   | IJsdansen                    | 17e        | 149.47; verpl. kür 27.53, org. kür 44.04, vrije kür 77.90                         |
| Langlaufen mannen   | Zoltán Tagscherer             | 1,5 km sprint 15 km klassiek | - 77e      | kw. 2.22,69 45.20,3                                                               |
| Langlaufen vrouwen  | Leila Gyenesei                | 10 km klassiek               | 69e        | 36.43,0                                                                           |
| Shorttrack mannen   | Peter Darazs                  | 500m 1000m 1500m             | - - 11e    | kw. 5e heat 2e, 2e KF 3e kw. 3e heat 3e, 2e KF 4e kw. 4e heat 3e, 1e HF 4e, F 11e |
| Shorttrack mannen   | Viktor Knoch                  | 1500m                        | 5e         | kw. 6e heat 3e, 3e HF 4e, F 5e                                                    |
| Shorttrack vrouwen  | Rozsa Darazs                  | 500m 1000m 1500m             | - - -      | kw. 5e heat 3e kw. 8e heat 4e kw. 1e heat 4e                                      |
| Shorttrack vrouwen  | Erika Huszar                  | 500m 1000m 1500m             | - - 4e     | kw. 6e heat 2e, 1e KF 4e kw. 3e heat 2e, 3e KF 3e kw. 6e heat 2e, 1e HF 2e, F 4e  |

Albanië · Algerije · Amerikaanse Maagdeneilanden · Andorra · Argentinië · Armenië · Australië · Azerbeidzjan · België · Bermuda · Bosnië en Herzegovina · Brazilië · Bulgarije · Canada · Chili · China · Chinees Taipei · Costa Rica · Cyprus · Denemarken · Duitsland · Estland · Ethiopië · Finland · Frankrijk · Georgië · Griekenland · Groot-Brittannië · Hongarije · Hongkong · Ierland · IJsland · India · Iran · Israël · Italië · Japan · Kazachstan · Kenia · Kirgizië · Kroatië · Letland · Libanon · Liechtenstein · Litouwen · Luxemburg · Macedonië · Madagaskar · Moldavië · Monaco · Mongolië · Nederland · Nepal · Nieuw-Zeeland · Noord-Korea · Noorwegen · Oekraïne · Oezbekistan · Oostenrijk · Polen · Portugal · Roemenië · Rusland · San Marino · Senegal · Servië en Montenegro · Slovenië · Slowakije · Spanje · Tadzjikistan · Thailand · Tsjechië · Turkije · Venezuela · Verenigde Staten · Wit-Rusland · Zuid-Afrika · Zuid-Korea · Zweden · Zwitserland